# Tập đoàn Xi măng The Vissai
Tập đoàn Xi măng The Vissai là một Tập đoàn kinh tế ngoài quốc doanh lớn, sở hữu 9 nhà máy sản xuất xi măng và clinker, với tổng công suất gần 15 triệu tấn/năm, có địa bàn hoạt động khắp Việt Nam với đội ngũ cán bộ công nhân viên trên 5.000 người. The Vissai đã có hệ thống mạng lưới 70 nhà phân phối rộng khắp 30 tỉnh, thành trên cả nước, sản phẩm của Tập đoàn cũng đã có mặt ở hơn 30 quốc gia và vùng lãnh thổ. Năm 2014, The Vissai đứng thứ 90 trong top 500 Doanh nghiệp lớn nhất Việt Nam.

## Hình thành và hoạt động
- Ngày 15 tháng 9 năm 2005 Công ty TNHH Xi măng Vinakansai được thành lập, trực thuộc Công ty TNHH đầu tư phát triển thương mại sản xuất Hoàng phát.
- Ngày 24 tháng 2 năm 2007 Khánh thành Dây chuyền 1 một Nhà máy xi măng Vinakansai Ninh Bình công xuất 1,2 triệu tấn năm. Những tấn xi măng đầu tiên mang thương hiệu Xi măng Vinakansai đã xuất xưởng.
- Ngày 22 tháng 2 năm 2008 Khởi công xây dựng DCII Nhà máy xi măng Vinakansai với công xuất 6000 tấn Clinke/ ngày nâng tổng công suất Nhà maý lên 3,6 triệu tấn/ năm.
- Tháng 5 năm 2008 Công ty đã mua lại Nhà máy Thép Việt Nga nay là Nhà máy thép Vinakansai
- Ngày 04 tháng 02 năm 2009 Tập đoàn xi măng The vissai chính thức được thành lập. Tập đoàn kinh doanh đa ngành, hoạt động trên nhiều lĩnh vực, điều này thể hiện tầm nhìn chiến lược của HĐTV và BLĐ Tập đoàn. Chủ tịch Tập đoàn: Ông Hoàng Mạnh Trường, Tổng Giám đốc: Ông Nguyễn Ngọc Oánh.
- Ngày 26/10/2009 dây chuyền II nhà máy xi măng The Vissai Ninh Bình đã đi vào hoạt động. Nâng tổng sản lượng sản xuất xi măng của toàn Tập đoàn lên 3,6 triệu tấn/năm.
- Năm 2010 cũng là năm đánh dấu sự phát triển vượt bậc của The Vissai. Chính phủ và UBND Tỉnh Hà Nam đã đồng ý giao cho The Vissai nhận và thực hiện toàn bộ dự án Nhà máy xi măng Vinashin Hà Nam nay là Công ty Xi măng Vissai Hà nam. Tính đến thời điểm hiện tại công suất của toàn tập đoàn đã được nâng lên 6,2 triệu tấn/năm.[4]
- Năm 2014, doanh thu của Tập đoàn đạt hơn 10.000 tỷ đồng, tạo công ăn việc làm cho hơn 5.000 lao động tại các địa phương nơi Tập đoàn hoạt động.
- Ngày 26/12/2014 The Vissai đã chính thức nhận bàn giao Dự án Nhà máy xi măng Sông Lam và Làm lễ khởi công xây dựng vào ngày 4/2/2015. Cũng trong năm 2015, The Vissai chính thức mua lại nhà máy xi măng dầu khí 12/9 Nghệ An và đổi tên thành xi măng Sông Lam 2. Với việc có thêm xi măng 12/9, tính đến thời điểm đó The Vissai có 9 dây chuyền sản xuất clinker và xi măng.[5]

## Các đơn vị thành viên

### Nhà máy Xi măng The Vissai Ninh Bình
Nhà máy Xi măng The Vissai Ninh Bình ở Khu CN Gián Khẩu Huyện Gia Viễn Tỉnh Ninh Bình. Có tổng mức đẩu tư: 5.000 tỷ đồng. Tổng công suất: 3,6 triệu tấn Clinker – Xi măng/năm(02 dây chuyền) theo công nghệ: Nhật Bản. Sản phẩm chính: Xi măng PCB 30 – PCB 40 – Clinker thương phẩm Cpc 50. Thị trường Tiêu thụ: Toàn quốc – Xuất khẩu

### Công ty CP Vissai Hà Nam
Công ty CP Vissai Hà Nam ở Xã Thanh Tân – Huyện Thanh Liêm – Tỉnh Hà Nam. Nhà máy sản xuất xi măng có công suất thiết kế: 1 triệu tấn xi măng/ năm với Tổng vốn đầu tư 2.000 tỷ đồng.

### Công ty Cổ phần Xi măng Vissai 3
Công ty Cổ phần Xi măng Vissai 3 ở Xã Thanh Thủy – Huyện Thanh Liêm – Tỉnh Hà Nam. Là Nhà máy sản xuất Xi măng có công suất thiết kế: 2 triệu tấn xi măng/năm với Tổng vốn đầu tư 3.000 tỷ đồng

### Công ty Cổ phần Xi măng Đồng Bành
Công ty Cổ phần Xi măng Đồng Bành ở thị trấn Chi Lăng – Huyện Chi Lăng – Tỉnh Lạng Sơn ( đường ql 1 cũ). Nhà máy sản xuất Xi măng có công suất thiết kế: 1 triệu tấn xi măng/năm. Tổng vốn đầu tư 2.000 tỷ đồng

### Công ty Cổ phần Xi măng Sông Lam 2
Công ty Cổ phần Xi măng Sông Lam 2 thuộc Xã Hội Sơn – Huyện Anh Sơn – Tỉnh Nghệ An. Nhà máy sản xuất Xi măng có Công suất thiết kế: 800 nghìn tấn xi măng/năm. Tổng vốn đầu tư 1.200 tỷ đồng

### Công ty Cổ phần Xi măng Sông Lam
Công ty Cổ phần Xi măng Sông Lam gồm Nhà máy xi măng Sông Lam tại Huyện Đô Lương, Trạm nghiền Nghi Thiết và Cảng biển nước sâu tại Cửa Lò – Nghệ An với Tổng mức đầu tư: 12.500 tỷ đồng. Công suất thiết kế: 6 triệu tấn xi măng/ năm. Công nghệ: Cộng hòa Liên bang Đức – Nhật Bản. Sản phẩm chính: Xi măng PCB 30 – PCB 40 – Clinker. Thị trường tiêu thụ: các tỉnh Miền trung – Tây nguyên và xuất khẩu.

### Nhà máy dệt sợi Sài gòn (Việt – Ý)
Nhà máy dệt sợi Sài gòn (Việt – Ý) ở TP. Hồ Chí Minh có Tổng mức đầu tư: 300 tỷ đồng; Sản phầm chủ lực: dệt sợi từ bông vải. Thị trường tiêu thụ: Các nhà máy dệt may trong toàn quốc

### Khách sạn 5 sao THE VISSAI HOTEL
Khách sạn 5 sao THE VISSAI HOTEL ở Đường Trần Hưng Đạo – Thành phố Ninh Bình – Tỉnh Ninh Bình. Tổng mức đầu tư: 650 tỷ đồng. Quy mô dự án: Toạ lạc trên 6000 m2 tại trung tâm TP Ninh Bình – Tỉnh Ninh Bình. Với 18 tầng sử dụng: trong đó 03 tầng cho Trung tâm thương mại dịch vụ 15 tầng dành cho khách sạn và Văn phòng cho thuê.

### Khách sạn VISSAI SAIGON HOTEL
hách sạn VISSAI SAIGON HOTEL ở 144 Nguyễn Anh Trỗi – Thành phố Hồ Chí Minh. Tổng mức đầu tư: 600 tỷ đồng. Quy mô dự án: Tọa lạc trên trục đường chính kết nối từ trung tâm Thành phố Hồ Chí Minh đến sân bay Tân Sơn Nhất, khác sạn đạt tiêu chuẩn 4 sao có 200 phòng.

### Khu tổ hợp nghỉ dưỡng Kênh Gà - Vân Trình
Khu tổ hợp nghỉ dưỡng thuộc khu du lịch Kênh Gà - Vân Trình nằm cạnh Suối nước nóng Kênh Gà-Xã Gia Thịnh-Gia Viễn-Ninh Bình có tổng mức đầu tư: 30.000 tỷ đồng; với Quy mô dự án: Dự án sân Gofl 72 lỗ, kết hợp khu nghỉ dưỡng Resort, khách sạn 5 sao đạt tiêu chuẩn EU và lớn nhất Việt Nam với diện tích lên đến 1.400ha.

### Nhà máy Thủy Điện Quảng Nam
Nhà máy Thủy Điện Quảng Nam ở Xã TRhy – Huyện Tây Giang – Quảng Nam. Dự án: 30 MW gồm 04 tổ hợp máy; Tổng vốn đầu tư: 1.000 tỷ đồng.

### Công ty Vận tải The Vissai
Công ty Vận tải The Vissai có Tổng vốn đầu tư: 5.000 tỷ đồng. Quy mô dự án: 100 tàu thủy trọng tải từ 1.000 đến 2.0000 tấn. Thị trường hoạt động: Vân tải hàng hoá đường bộ, đường sông, đường biển trong nước và Quốc tế.
- Những công trình và dự án trên chưa bao gồm những dự án có quy mô dưới 200 tỷ đồng